# Міллер Петро Климентович
Петро Климентович Міллер (нар. 10 серпня 1910 — пом. 21 жовтня 1987) — радянський військовик часів Другої світової війни, командир обслуги протитанкової рушниці 465-го стрілецького полку 167-ї стрілецької дивізії, старший сержант. Герой Радянського Союзу (1944).
Почесний громадянин міста Усть-Каменогорська.

## Життєпис
Народився 10 серпня 1910 року в селі Флора, нині Окнянського району Одеської області, в селянській родині. Згідно офіційних документів — українець, за іншими даними — український німець.
У 1911 році немовлям разом із батьками переїхав у Большечернігівську волость Самарської губернії, де заснували хутір Флора. Закінчив 4 класи, з 1931 року працював у колгоспі. З 1933 по 1935 роки проходив дійсну строкову службу в лавах РСЧА. Після демобілізації поїхав у Балхаш (Казахстан), на будівництво Балхаського мідноплавильного заводу. Після закінчення будівництва навчався в металургійній школі, працював на заводі завантажувальником відбивних печей. Член ВКП(б) з 1939 року.
Вдруге до лав РСЧА призваний Балхаським МВК Карагандинської області в 1942 році. Учасник німецько-радянської війни з липня 1942 року. Воював на Воронезькому, 1-у та 4-у Українських фронтах. Чотири рази був поранений.
Особливо відзначився при форсуванні Дніпра. У ніч на 26 жовтня 1943 року взвод протитанкових рушниць під командуванням старшого сержанта П. К. Міллера отримав наказ переправлятися. На рибальському човні одним з перших в полку подолав Дніпро в районі Вишгорода Київської області, разом з кулеметником знищив 2 вогневі точки ворога, чим сприяв переправі решти підрозділів батальйону.
Війну закінчив на посаді парторга стрілецького батальйону 465-го стрілецького полку 167-ї стрілецької дивізії.
Демобілізований у 1945 році. Повернувся в місто Усть-Каменогорськ (Казахстан), працював на свинцево-цинковому комбінаті. Помер 21 жовтня 1987 року.

## Нагороди
Указом Президії Верховної Ради СРСР від 10 січня 1944 року за зразкове виконання бойових завдань командування на фронті боротьби з німецькими загарбниками та виявлені при цьому відвагу і героїзм, старшому сержантові Міллеру Петру Климентовичу присвоєне звання Героя Радянського Союзу з врученням ордена Леніна і медалі «Золота Зірка» (№ 2445).
Також був нагороджений орденами Вітчизняної війни 1-го ступеня (11.03.1985), Червоної Зірки (30.10.1943), Слави 3-го ступеня (20.12.1944) і медалями.

## Пам'ять
У місті Балхаш в 1967 році на будівлі металургійного цеху мідеплавильного заводу встановлена меморіальна дошка в пам'ять про П. К. Міллера. Рішенням Балхаського міського масліхату від 19 січня 2000 року № 3/31 провулок Південний перейменований у провулок Петра Міллера.
19 квітня 2004 року по вулиці Сонячній, буд. 34/2 в місті Усть-Каменогорську встановлена меморіальна дошка, присвячена Петру Климентовичу Міллеру.